# Спорняк (гміна Войцехув)
Спорняк (пол. Sporniak) — село в Польщі, у гміні Войцехув Люблінського повіту Люблінського воєводства.
Населення — 394 особи (2011).
У 1975-1998 роках село належало до Люблінського воєводства.

## Демографія
Демографічна структура станом на 31 березня 2011 року:
|          | Загалом | Допрацездатний вік | Працездатний вік | Постпрацездатний вік |
| -------- | ------- | ------------------ | ---------------- | -------------------- |
| Чоловіки | 197     | 46                 | 121              | 30                   |
| Жінки    | 197     | 38                 | 106              | 53                   |
| Разом    | 394     | 84                 | 227              | 83                   |